# Rood
El rood (abreviado: ro) es una medida de área: histórica inglesa y de pulgada-libra internacional, tanto como una medida arcaica inglesa de longitud. 

## Etimología
El rood es una palabra arcaica para palo (ing. pole), del inglés antiguo rōd, específicamente, cruz, del proto-germánico *rodo, cognado al sajón antiguo rōda, antiguo alto alemán ruoda. La relación de rood a rod, desde el inglés antiguo rodd (palo), no es clara, tal vez, la última fue influenciada por el nórdico antiguo rudda (bastón). 
En Normandía, donde el rood, también, fue utilizado (antes de ser reemplazado por las unidades métricas alrededor de 1800), era conocido como una vergée, de la palabra en francés verge (palo, vara), la cual fue prestada al inglés.

## Medida de área
Un rectángulo que es un furlong (por ejemplo, 10 cadenas o 40 rods) en longitud y un rod de ancho es un rood en área, tanto como es cualquier espacio comprendido en 40 perches (un perch siendo un rod cuadrado). La vergée era, también, un cuarto de un acre de Normandía, y era igual a 40 perches cuadrados (1 acre de Normandía = 160 perches cuadrados).
El rood fue una medida importante en topografía tomado por su fácil conversión a acres. Cuando se refiere a áreas, el rod es, a menudo, encontrado en documentos antiguos y tiene exactamente el mismo significado que rood.
|             | Unidad             |
| ----------- | ------------------ |
| 0.000390625 | millas cuadradas   |
| 0.0015625   | homesteads         |
| 0.25        | acres              |
| 1           | rood               |
| 1.012       | metros cuadrados   |
| 40          | rods cuadrados     |
| 1210        | yardas cuadradas   |
| 10 890      | pies cuadrados     |
| 1 568 160   | pulgadas cuadradas |

## Medida lineal
Un rood es también una unidad británica obsoleta de medida lineal entre 161⁄2 y 24 pies (5.0 - 7.3 m). Está relacionado al Rute alemán y al rode danés. El OED original de 1914 dice en este sentido era "ahora, solo, en uso local y varidando de 6 a 8 yardas" (o 18 a 24 pies, "Rood", II.7).